# Robin Yount
Robin Yount (ur. 16 września 1955) – amerykański baseballista, który występował przez 20 sezonów w Milwaukee Brewers.
Yount został wybrany w drafcie 1973 roku w 1. rundzie z numerem trzecim przez Milwaukee Brewers. W Major League Baseball zadebiutował 5 kwietnia 1973 w meczu przeciwko Boston Red Sox. W 1980 roku zwyciężył w American League w klasyfikacji pod względem zdobytych doubles (49) i po raz pierwszy wystąpił w Meczu Gwiazd. W sezonie 1982 zwyciężając między innymi w klasyfikacji uderzeń (210), zdobytych doubles (46) oraz slugging percentage (0,578) został wybrany MVP American League. W tym samym roku zagrał w World Series, w którym Brewers ulegli St. Louis Cardinals w siedmiu meczach.
W sezonie 1989 został najbardziej wartościowym zawodnikiem sezonu po raz drugi w karierze, zaś trzy lata później, 9 września 1992, zaliczył 3000. uderzenie. W 1999 roku został wybrany do Galerii Sław Baseballu.
| Nagroda/wyróżnienie            | Lata             | Źródło |
| 2× MVP American League         | 1982, 1989       | [ 6 ]  |
| 3× All-Star                    | 1980, 1982, 1983 | [ 4 ]  |
| Gold Glove Award               | 1982             | [ 9 ]  |
| 3× Silver Slugger Award        | 1980, 1982, 1989 | [ 10 ] |
| Baseball Hall of Fame          | od 1999          | [ 8 ]  |
| # 19 zastrzeżony przez Brewers | 1994             | [ 11 ] |